# Loveless Fascination
Loveless Fascination es el cuarto álbum de estudio de la banda de rock estadounidense Starship, publicado el 17 de septiembre de 2013. Como el primer álbum de nuevo material lanzado por la banda desde Love Among the Cannibals de 1989, este es el primer álbum de la agrupación en presentar solamente a Mickey Thomas de la formación original de la banda. "You Never Know" es una composición de Richard Page y "Nothin' Can Keep Me from You" fue escrita por Diane Warren para la película Detroit Rock City y previamente fue grabada por Kiss.

## Lista de canciones
1. "It's Not the Same as Love" (4:52)
2. "How Do You Sleep?" (4:28)
3. "Loveless Fascination" (3:38)
4. "What Did I Ever Do?" (4:54)
5. "Technicolor Black and White" (5:08)
6. "Where Did We Go Wrong?" (4:49)
7. "How Will I Get By?" (4:33)
8. "You Never Know" (4:33)
9. "You Deny Me" (4:21)
10. "Nothin' Can Keep Me from You" (5:31)

## Personal
- Mickey Thomas - voz, guitarra, producción
- Stephanie Calvert - voz
- Darrell Verdusco - batería, voz
- Phil Bennett - teclados, voz
- Jeff Adams - bajo, voz
- John Roth - guitarra, voz